# Coprotus trichosuri
Coprotus trichosuri är en svampart som beskrevs av A.E. Bell & Kimbr. 1973. Coprotus trichosuri ingår i släktet Coprotus och familjen Thelebolaceae.   Inga underarter finns listade i Catalogue of Life.